# تقارب جينومي
التقارب الجينومي (بالإنجليزية: Genomic convergence)‏ هو نهج متعدد العوامل يستخدم في البحث الجيني يجمع بين أنواع مختلفة من تحليل البيانات الجينية لتحديد جينات القابلية للإصابة بمرض معقد وتحديد أولوياتها.

## التطبيقات المبكرة
في يناير 2003، صاغ مايكل هاوزر مع زملائه الباحثين في مركز ديوك لعلم الوراثة البشرية (CHG) مصطلح "التقارب الجينومي" لوصف مسعاهم لتحديد الجينات التي تؤثر على التعبير عن مرض باركنسون.نجح عملهم في الجمع بين التحليل التسلسلي للتعبير الجيني (SAGE) وتحليل الارتباط الجيني. يوضح المؤلفون، "في حين أن كل من تحليلات الارتباط والتعبير قوية من تلقاء نفسها، فإن عدد الجينات المحتملة التي يقدمونها كمرشحين لمرض باركنسون أو أي اضطراب معقد لا يزال كبيرا للغاية". سمح التقارب بين الطريقتين للباحثين بتقليل عدد جينات مرض باركنسون المحتملة للنظر فيها لمزيد من الدراسة.
دفع نجاحهم إلى مزيد من الاستخدام لطريقة التقارب الجينومي في مركز ديوك لعلم الوراثة البشرية،وفي يوليو 2003 نشر ييلو ليو وآخرون ورقة تكشف أن الجلوتاثيون S-ترانسفيراز أوميغا 1 يعدل عمر البدء لمرض باركنسون ومرض الزهايمر.
في مايو 2004،أوضحت الدكتورة مارغريت بيريكاك فانس،التي تشغل حاليا منصب مديرة معهد جون هوسمان لعلم الجينوم البشري في كلية الطب بجامعة ميامي ميلر ثم مديرة مركز ديوك لعلم الوراثة البشرية،قيمة طريقة التقارب الجينومي في خطاب رئيسي لأكاديمية نيويورك للعلوم بعنوان "طرق جديدة في الاستكشاف الجيني للأمراض التنكسية العصبية".وقالت: "لا توجد طريقة واحدة ستوصلنا إلى حيث نحتاج إلى أن نكون مع هذه السمات المعقدة. سيتطلب الأمر مجموعة من الأساليب لتشريح المسببات الكامنة وراء هذه الاضطرابات ".

## التطبيقات الحديثة والمستقبلية
يحتوي التقارب الجينومي على عدد لا يحصى من التطبيقات الإبداعية التي تجمع بين نقاط القوة في التحليلات والدراسات المختلفة. لاحظ ماهر نور الدين وآخرون في ورقتهم البحثية لعام 2005، "تتمثل إحدى المشكلات المتزايدة في دراسة الأمراض المعقدة في كيفية تحديد أولويات البحث وفهم الكم الهائل من البيانات المتاحة الآن بسهولة بنقرة على فأرة الكمبيوتر... قد يكون أفضل نهج هو الاستفادة من نقاط القوة في كل من... حكيم... ومصفوفة دي إن إيه دقيقة".
ولا تزال نتائج الجمع بين أساليب التحليل واعدة. جمعت صوفيا أوليفيرا وآخرون عام 2005 التعبير الجيني وبيانات الارتباط و "رسم خرائط الارتباط التكراري" لتحديد العديد من الجينات المرتبطة بعمر البدء لمرض باركنسون.
ستستمر الدراسات المستقبلية في تطبيق التقارب الجينومي لتوضيح مسببات الأمراض المعقدة. يشير الدكتور جيف فانس، مدير مركز موريس أودال للتميز البحثي، إلى أن "التقارب الجينومي لا يختلف حقا عن التقارب الرياضي - فكلما زاد عدد الزوايا التي يمكنك من خلالها الوصول إلى مشكلة ما، زادت فرصتك في حلها".